# Дом на Турецкой улице
«Дом на Турецкой улице» (англ. No Good Deed, дословно «Ни один хороший поступок не…») — фильм режиссёра Боба Рейфелсона, снятый по мотивам одноимённого рассказа Дэшила Хэммета.

## Сюжет
Детектив Джек Фрайар, оказывая услугу своей подруге, отправляется на поиски её сбежавшей дочери на Турецкую улицу. В результате он оказывается в заложниках у странной банды, собирающихся ограбить банк. В то время как преступники решают, что с ним делать, Джек понимает, что настоящим главарем преступников является красотка Эрин, которую оставили приглядывать за незваным гостем. Девушка мастерски манипулирует мужчинами в банде. Она открывает другую сторону Джека — меланхоличного романтика, который когда-то хотел стать пианистом.

## В ролях
| Актёр               | Роль                 |
| ------------------- | -------------------- |
| Сэмюэл Л. Джексон   | детектив Джек Фрайар |
| Милла Йовович       | Эрин                 |
| Стеллан Скарсгард   | Тайрон               |
| Даг Хатчисон        | Хуп                  |
| Джосс Экленд        | мистер Кваэр         |
| Грейс Забриски      | миссис Кваэр         |
| Джонатан Хиггинс    | Дэвид Брюстер        |
| Шэннон Лоусон       | Эми                  |
| Роберт Уэлч         | Вилли                |
| Фрэнсис З. МакКарти | менеджер банка       |

## Съёмочная группа
- Режиссёр — Боб Рейфелсон
- Продюсер — Дэвид Э. Аллен, Бэрри М. Берг, Дэвид Браун
- Сценарист — Дэшил Хэммет, Кристофер Кэйнан, Стив Барансик
- Оператор — Хуан Руис Анчиа
- Композитор — Джеф Бил

## Награды
ММКФ, 2002 год
Номинации: приз за лучший фильм — Золотой «Святой Георгий»